# هومبرتو سوازو
هومبرتو سوازو (اسپانیایی: Humberto Suazo‎؛ زادهٔ ۱۰ مهٔ ۱۹۸۱) یک بازیکن فوتبال اهل شیلی است.

## تیم ملی
وی همچنین در تیم ملی فوتبال شیلی بازی کرده است.